# 온산중학교
온산중학교(溫山中學校)는 대한민국 울산광역시 울주군 온산읍 덕신리에 있는 공립 중학교이다.

## 학교 연혁
- 1966년 1월 19일 : 학교법인 새길학원 설립인가
- 1966년 4월 1일 : 강봉학 초대 교장 취임
- 1969년 1월 11일 : 제1회 졸업식 (남 31명, 여 18명)
- 2004년 9월 1일 : 공립 온산중학교 개교
- 2022년 3월 1일 : 제9대 이영근 교장 취임
- 2023년 1월 6일 : 제55회 졸업식(졸업생수 138명, 총 졸업생수 10,261명)
- 2023년 3월 2일 : 제58회 신입생 입학식(남 86명, 여 78명 계 164명)

## 참고 자료
- 온산중학교 - 한국교육학술정보원 학교알리미